# Nishikatsura
Nishikatsura (西桂町?) è una cittadina giapponese della prefettura di Yamanashi.